# Meistriliiga (Eishockey) 1998/99
Die Saison 1998/99 war die neunte Spielzeit der estnischen Eishockeyliga, der höchsten estnischen Eishockeyspielklasse. Meister wurde Tartu Välk 494.

## Modus
In der Hauptrunde absolvierte jede der vier Mannschaften insgesamt 24 Spiele. Der Erstplatzierte der Hauptrunde wurde Meister. Für einen Sieg erhielt jede Mannschaft zwei Punkte, bei einem Unentschieden gab es ein Punkt und bei einer Niederlage null Punkte.

## Hauptrunde
THK-88 Tallinn wurde vor der Saison in THT Tallinn (Tallinna Hokitsenter) umbenannt.
|    | Klub                    | Sp | S  | U | N  | Tore   | Punkte |
| -- | ----------------------- | -- | -- | - | -- | ------ | ------ |
| 1. | Tartu Välk 494          | 24 | 19 | 2 | 3  | 142:68 | 40     |
| 2. | HK Narva 2000           | 24 | 15 | 2 | 7  | 104:76 | 32     |
| 3. | Tallinna Hokitsenter    | 24 | 7  | 2 | 15 | 87:117 | 16     |
| 4. | HK Central Kohtla-Järve | 24 | 3  | 2 | 19 | 66:138 | 8      |

Sp = Spiele, S = Siege, U = unentschieden, N = Niederlagen